# Gustaf Sandberg (ämbetsman)
Gustaf Fredrik Sandberg, född 3 november 1848 i Västervik, död 23 juni 1927 på Mörby lasarett i Danderyds landskommun, var en svensk ämbetsman.
Gustaf Sandberg var son till sjömannen Gustaf Sandberg. Efter mogenhetsexamen i Västervik 1867 var han 1868–1878 anställd i Tullverket men inträdde därunder 1875 i Postverkets tjänst, där han 1877 blev tillförordnad kamrer. Han blev kamrer och sekreterare i Generalpoststyrelsen 1878, var tillförordnad byråchef där 1879–1883 och utnämndes 1886 till byråchef. Han var ledamot av postsparbankskommittén 1881–1882, och när Postsparbanken 1884 började sin verksamhet, blev han dess chef. Han avgick med pension 1916. Sandberg var under åtskilliga år censor vid utbildningskurser för blivande posttjänstemän och deltog därjämte i utredningsarbeten inom Postverket. Han togs även flitigt i anspråk inom den privata bank- och affärsverksamheten. Sålunda var han 1896 en av stiftarna av Nordiska Kreditbanken samt ordförande i styrelsen för Svenska Järnvägsverkstäderna i Linköping 1907–1918 och i styrelsen för Linköpings armatur- & metallfabriksaktiebolag 1916–1926. Sandberg blev riddare av Nordstjärneorden 1886 samt kommendör av andra klassen av Vasaorden 1899 och kommendör av första klassen 1912.